# Axyris prostrata
Axyris prostrata är en amarantväxtart som beskrevs av Carl von Linné. Axyris prostrata ingår i släktet amarantmållor, och familjen amarantväxter. Inga underarter finns listade i Catalogue of Life.